# 小牧市立桃陵中学校
小牧市立桃陵中学校（こまきしりつ とうりょうちゅうがっこう）は、愛知県小牧市桃ヶ丘二丁目にある公立中学校。桃花台ニュータウンに位置する。

## 教育目標
校訓「今を大切にし　自ら努め　力を合わせ　やりぬく」

## 沿革
- 1982年（昭和57年）4月5日 - 開校

## 部活動
運動部
- 野球部
- ソフトボール部
- サッカー部
- バスケットボール部男子
- バスケットボール部女子
- バレーボール部男子
- バレーボール部女子
- ソフトテニス部
- 卓球部
- 駅伝部（小牧市民駅伝だけ）

文化部
- 吹奏楽部
- 創作部(美術、家庭科部)
- 情報部

## 校区
- 上末・下末・高根1-3丁目・桃ヶ丘1-3丁目・古雅1-4丁目・城山1、2、5丁目が校区。
- 学校としては陶小学校・桃ヶ丘小学校・大城小学校（城山3、4丁目の者は光ヶ丘中学校）の3つから生徒が集まる。

## 所在地
愛知県小牧市桃ヶ丘2丁目1番地

## 周辺
- 小牧市立桃ヶ丘小学校
- 桃花台第2公園
- 桃花台中央公園